# رودریگو پیمپائو
رودریگو پیمپائو ویانا (به پرتغالی: Rodrigo Pimpão Viana) مهاجم اهل برزیل است که در شهر کوریتیبا، پارانا، برزیل و در تاریخ ۲۳ اکتبر ۱۹۸۷ به دنیا آمده‌است.